# Daniel Schenk
Daniel Schenk, auch Schenck, (* vor 1700; † nach 1738 wohl in Mainz) war ein Stukkateur und Bildhauer des Barock. Am 23. Februar 1715 wurde er zum Kurmainzer Hofstukkator ernannt.

## Leben
Er erscheint erstmals 1713 von Bayreuth kommend bei der Stuckierung des Schloss Pommersfelden und arbeitet hier bis 1718. In diesem Jahr zuletzt zusammen mit dem Stukkateur Georg Hennicke.

## Werke
- 1713 bis 1718 Schloss Weißenstein in Pommersfelden
- In Frankfurt am Main ist er um 1715 mit seinem Gehilfen Soldati tätig beim Neubau des Palasts der Deutschordenskommende (Abbruch 1709, Neubau bis 1725). Letzte Innenarbeiten erfolgten erst 1741.[2] Zerstört 1945, neu erbaut 1969 (Fassade).
- 1738 ist er im Zisterzienserkloster Eberbach tätig, Decke im Mönchsrefektorium.

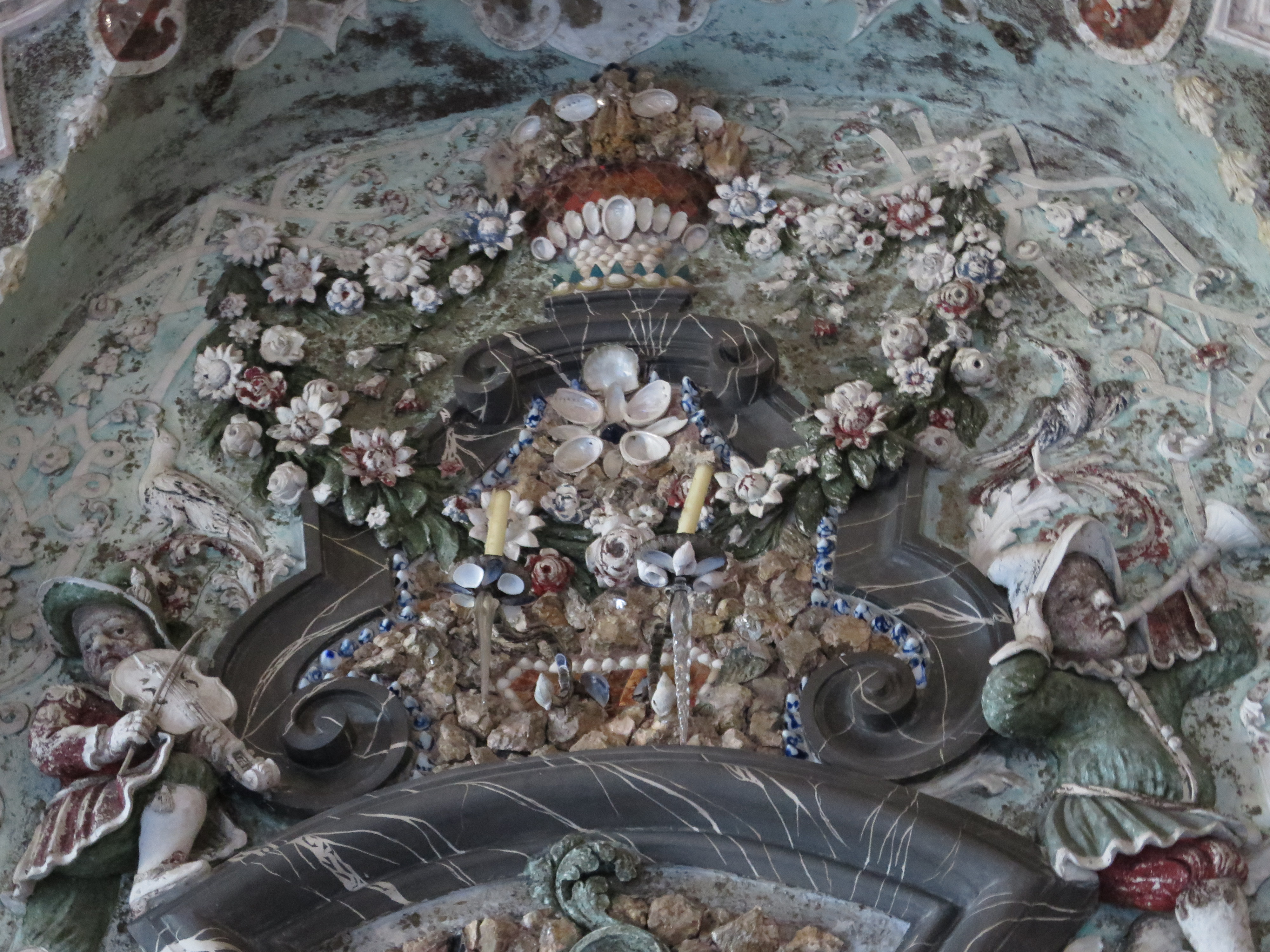
Schloss Weißenstein, Gartensaal, Sala Terrena, Decke von Daniel Schenk, grottiert von Georg Hennicke, 1722/23
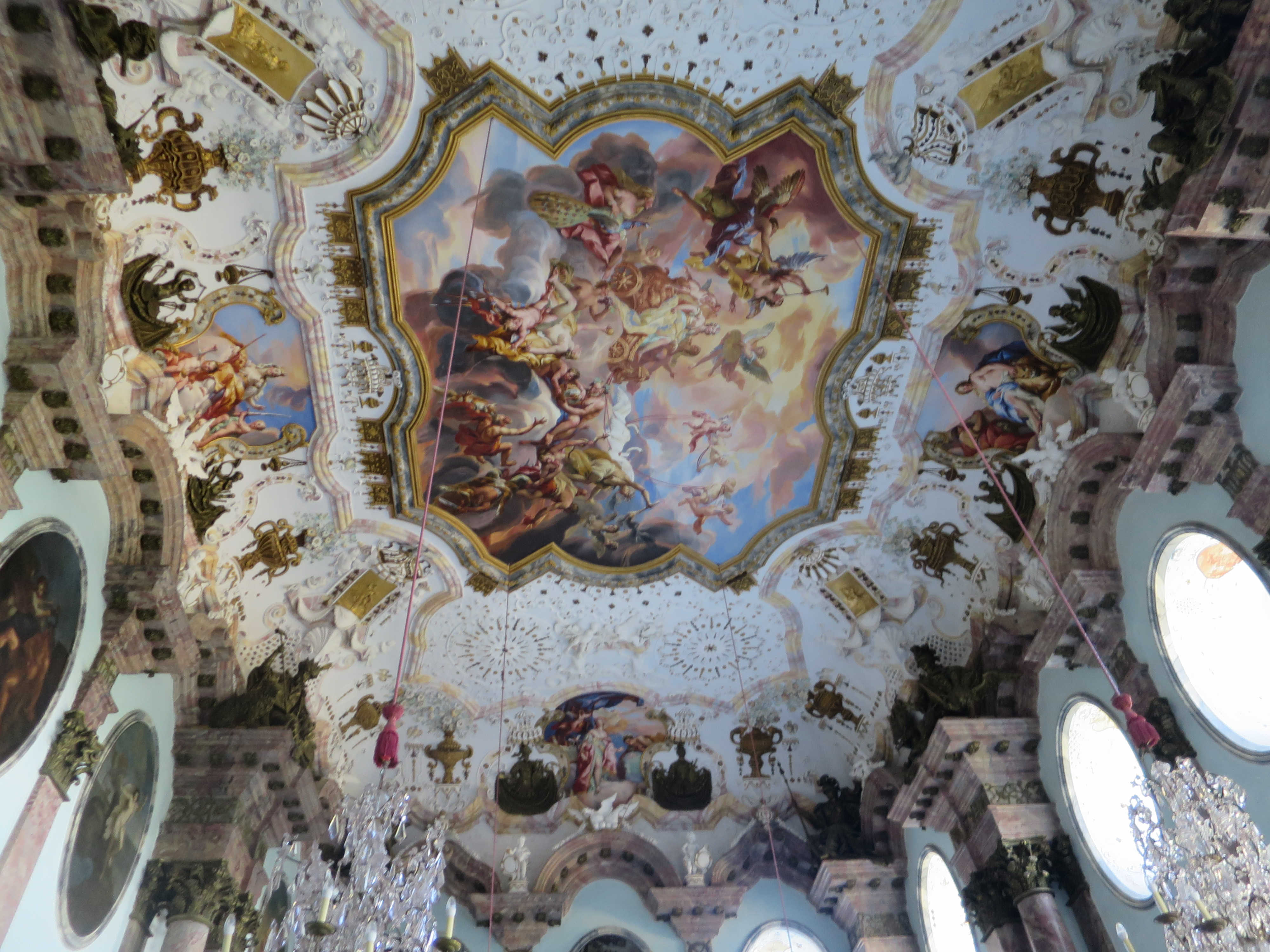
Schloss Weißenstein, Marmorsaal
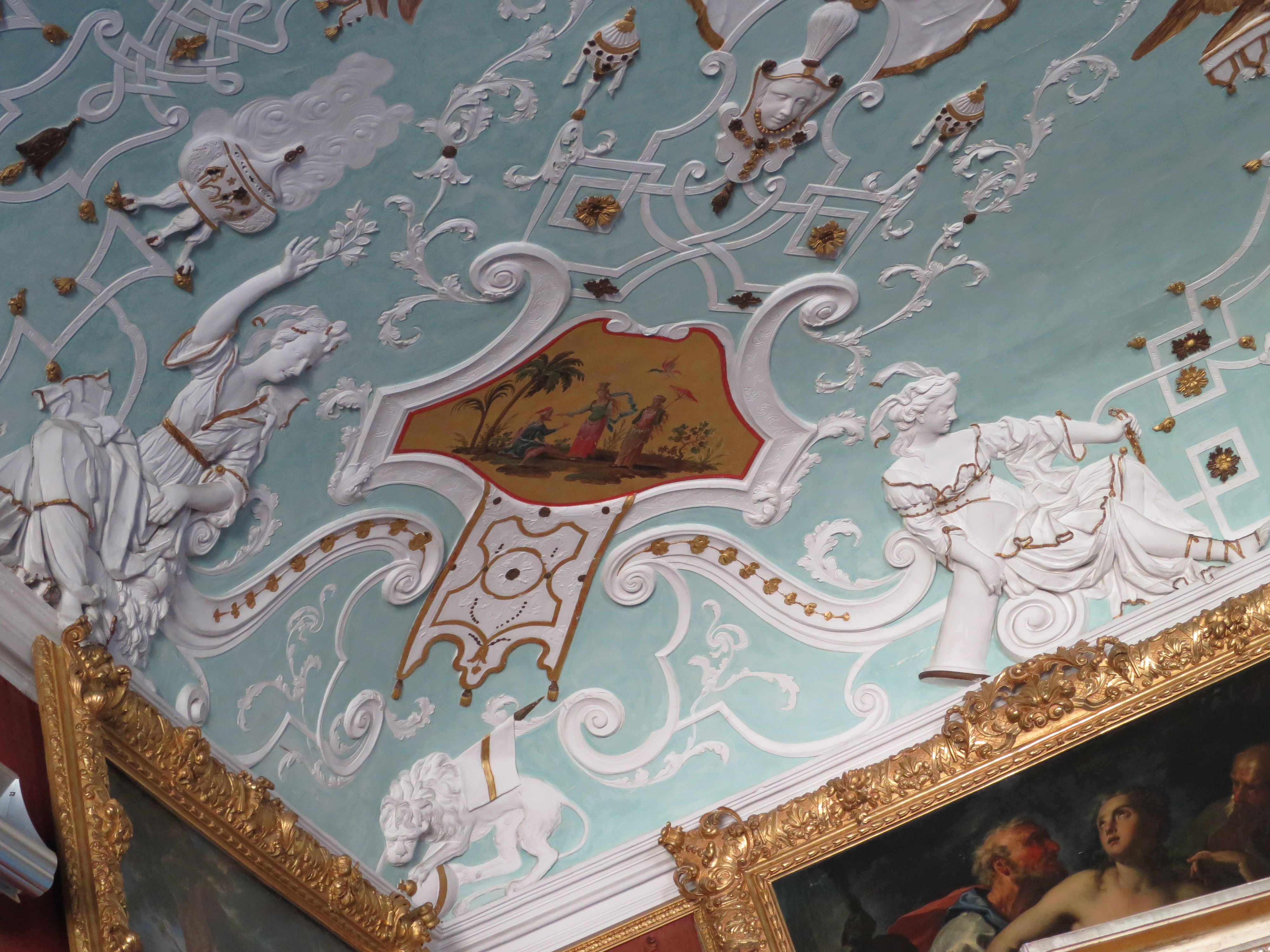
Stuckdecke des Kurfürstenzimmers im Schloss Weißenstein
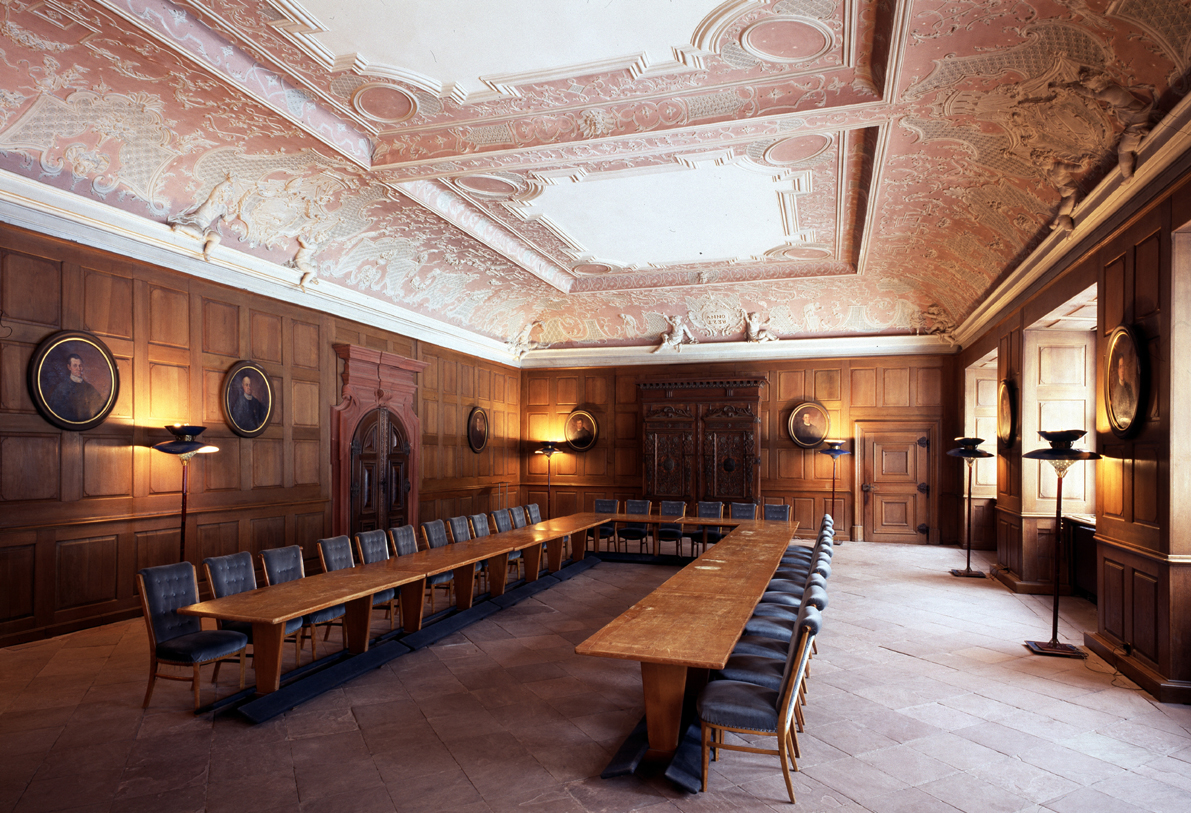
Stuckdecke im Mönchsrefektorium im Kloster Eberbach